# Том Егеланд
Том Егеланд (на английски: Tom Egeland) е норвежки журналист и писател „автор на бестселъри в жанровете трилър, хорър и съвременен роман“.

## Биография и творчество
Роден е на 8 юли 1959 г. в Осло, Норвегия. Неговият прадядо е Йон Флатабьо, един от пионерите на популярната литература в Норвегия. Израства в квартал Калбакен на район Гроруд, северно от центъра на Осло, където родителите му имат два магазина. Като тийнейджър е активен член на местния младежки християнски клуб. Учи в Християнската гимназия в Осло в периода 1975 – 1979 г., като в периода 1977 – 1978 г. участва в обмена на ученици и живее една година в САЩ като посещава гимназия „Нортгрийн“ в Денвър и гимназия „Грейнджър“ в Солт Лейк Сити, където отсяда в семейство мормони.
След гимназията в периода 1979 – 1983 г. работи като журналист в седмичното списание за мъже „Vi Menn“ (Ние мъжете). В периода 1983 – 1992 г. е репортер, редактор и редактор нощна смяна във вестник „Атенпостен“. В периода 1992 – 2000 г. е редактор, а в периода 2000 – 2006 г. е редактор новини в Нюзрума на телевизия „TV2“ в Осло.
През 1988 г. дебютира с романа на ужасите „Stien mot fortiden“ (Пътека към миналото), преиздаден през 2006 г. под името „Рагнарьок“), разказващ историята на съвременна двойка, попаднала във викингската епоха.
През 2001 г. е издаден романът му „Краят на кръга“ от поредицата „Бьорн Белтьо“, който е посветен на тезата, че Исус е бил женен за Мария Магдалена и двамата са имали потомство. В него има определени сюжетни сходства с публикувания 2 години по-късно бестселър на Дан Браун – „Шифърът на Леонардо“, които обаче се дължат на използването на едни и същи източници. Романът става международен бестселър и го прави известен. Главен герой в романа е археологът Бьорн Белто, който се занимава с идентифицирането на историческа мистерия, включваща египетските фараони, Стария завет и скандинавските викинги. Името на героя е комбинация от псевдонимите на прадядо му Йон Флатабьо – Бьорн Ботнен и Свен Белто.
През 2006 г., след публикацията на следващия му бестселър „Нощта на вълците“, той работата си и се посвещава на писателската си кариера. Романът Нощта на вълците“, по сценарий на писателя, е екранизиран през 2008 г. в едноименния филм с участието на Анеке фон дер Липе, Деян Кукич и Йорген Лангел.
Следващите му романи „Пазителите на завета“, „Евангелието на Луцифер“ и „Заветът на Нострадамус“, от поредицата „Бьорн Белтьо“ затвърждават името на писателя сред най-търсените писатели на трилъри. За „Евангелието на Луцифер“ получава норвежката награда „Ривъртън“ за най-добър криминален роман.
През 2010 г. е издаден първият му роман на съвременна тема „Лъжите на бащите“.
Произведенията на писателя неизменно са в списъците на бестселърите и са преведени на повече от 20 езика по света.
Том Егеланд е женен и има три деца: Йорун, Вегард и Астрид. Живее със семейството си в Осло.

## Произведения

### Самостоятелни романи
- Stien mot fortiden (Ragnarok) (1988)
Залезът на боговете, изд.: ИК „Персей“, София (2015), прев. Радослав Папазов
- Skyggelandet (Shadowland) (1993)
- Fedrenes løgner (The Lies of the Fathers) (2010)
Лъжите на бащите, изд.: ИК „Персей“, София (2014), прев. Диляна Йорданова, Радослав Папазов

### Поредица „Кристин Бюе“ (Kristin Bye)
1. Trollspeilet (1997)
2. Åndebrettet (2004)
3. Ulvenatten (2005)  Нощта на вълците, изд.: ИК „Персей“, София (2011), прев. Мария Николова
4. Falken (2019)  Сокола, изд.: ИК „Персей“, София (2023), прев. Кристина Златкова
5. Kongen (2020)

### Поредица „Бьорн Белтьо“ (Bjørn Beltø)
1. Sirkelens ende (Relic) (2001)
Краят на кръга, изд.: ИК „Персей“, София (2009), прев. Зорница Савчева
2. Paktens voktere (Guardians of the Covenant) (2007)
Пазителите на завета, изд.: ИК „Персей“, София (2010), прев. Зорница Савчева
3. Lucifers Evangelium (Gospel of Lucifer) (2009) – награда „Ривъртън“
Евангелието на Луцифер, изд.: ИК „Персей“, София (2010), прев. Росица Цветанова
4. Nostradamus' testamente (The Testament of Nostradamus) (2012)
Заветът на Нострадамус, изд.: ИК „Персей“, София (2013), прев. Росица Цветанова
5. Den 13. disippel (The 13th Disciple) (2014)
Тринадесетият апостол, изд.: ИК „Персей“, София (2015), прев. Ростислав Петров
6. Djevelmasken (The Devil's Mask) (2016)
Маската на дявола, изд.: ИК „Персей“, София (2017), прев. Ралица Тачева
7. Lasaruseffekten (The Lazarus Effect) (2017)
Ефектът на Лазар, изд.: ИК „Персей“, София (2018), прев. Галина Узунова
8. Codex (Codex) (2018)
Кодексът, изд.: ИК „Персей“, София (2019), прев. Галина Узунова
9. Sølvmyntene (The Silver Coins) (2021)
Сребърниците, изд.: ИК „Персей“, София (2022), прев. Евгения Кръстева
10. Metusalem-prosjektet (The Methuselah Project) (2022)
11. 666 (666) (2023)

### Серия „Роберт“ (Robert)
1. Katakombens hemmelighet (The Secret of the Catacomb) (2013) – награда „АРК“
Загадката на катакомбите, изд.: ИК „Персей“, София (2015), прев. Ростислав Петров
2. Skatten fra Miklagard (The Treasure from Miklagard) (2014)
Съкровището от Константинопол, изд.: ИК „Персей“, София (2016), прев. Ростислав Петров
3. Mumiens mysterium (The Mystery of the Mummy) (2015)

### Юношеска литература
- Piken i speilet (2007)
- Den store spøkelsesboka (The Great Book about Ghosts) (2015)
Голяма книга на духовете, изд.: ИК „Персей“, София (2018), прев. Ралица Тачева

### Екранизации
- 2008 Ulvenatten